# Warhammer: Vermintide 2
Warhammer: Vermintide 2 ist ein First-Person-Coop-Actionspiel, das vom schwedischen Entwicklerstudio Fatshark entwickelt und veröffentlicht wurde. Hintergrund und Handlung des Spiels basieren wie beim Vorgänger Warhammer: End Times – Vermintide auf dem Warhammer-Fantasy-Universum. Das Spiel erschien am 8. März 2018 für Windows und am 11. Juli 2018 für Xbox One.

## Handlung
Das Szenario ist wieder während der apokalyptischen End Times des Warhammer-Fantasy-Szenarios angesiedelt. Nach dem Fall der Feste Übersreik führen die aus dem Vorgänger bekannten Helden (Markus Kruber, Victor Saltzpyre, Bardin Goreksson, Sienna Fuegonasus, Kerillian) ihren Kampf gegen die Skavenhorden des Clans Fester fort, der sich mittlerweile mit den Chaoskriegern der Rotbloods verbündet hat, Anhängern von Nurgle, Gott der Krankheit, Verwesung und Pestilenz.

## Spielprinzip
Vermintide 2 ist wie sein Vorgänger ein teambasiertes Actionspiel. Die Wiedergabe des Spielgeschehens erfolgt aus der First-Person-Perspektive. Obwohl es auch alleine mit Unterstützung von computergesteuerten Begleitern gespielt werden kann, steht der kooperative Spielmodus mit bis zu drei weiteren Mitspielern im Vordergrund. Die wählbaren Spielfiguren des Vorgängers bilden auch in Vermintide 2 das Einsatzteam für die jeweiligen Missionen, aus denen jeder Mitspieler sein Alter Ego aussucht. Anders als im Vorgänger, steigen die Spielfiguren nicht nur im Level auf, sondern können auch individuell aufgelevelt werden. Auf den Stufen 7 und 12 wird außerdem für jede Figur eine neue Klassenvariante freigeschaltet, was die Variationsbreite gegenüber dem Vorgänger erhöht. Auf 13 neuen Karten gilt es, die feindlichen Kreaturen zu besiegen und das Missionsgebiet zu säubern. Zur Belohnung erhalten die Spieler eine Kiste mit Ausrüstungsgegenständen zur Verbesserung ihrer Figuren.

## Entwicklungsgeschichte
Die Entwicklung des Spiels wurde im August 2017 öffentlich bekannt, erste Informationen allerdings erst im Oktober veröffentlicht. Die Windows-Version kam am 8. März 2018 auf den Markt, die Fassung für Xbox One folgte am 11. Juli 2018.

## Erweiterungen
Das erste Erweiterungspaket Shadows over Bögenhafen wurde im August 2018 veröffentlicht. Darin enthalten waren zwei neue Spielkarten sowie neue Ausrüstungsgegenstände für die spielbaren Charaktere.
Das zweite Erweiterungspaket Back to Uberstreik wurde im Dezember 2018 veröffentlicht. In diesem werden mehrere Karten aus dem Vorgänger Warhammer: End Times – Vermintide sowie ein Arena-Modus eingeführt.
Im August 2019 wurde das dritte Erweitungspaket Winds of Magic hinzugefügt. Mit diesem wird neben einem neuen Schwierigkeitsgrad auch eine neue gegnerische Fraktion, die Tiermenschen, implementiert.

## Rezeption
Warhammer: Vermintide 2 wurde mehrheitlich positiv bewertet (Metacritic: 83 % (XOne) / 82 % (WIN) / 81 % (PS4)).

„Left 4 Rats 2: Packende Koop-Action mit viel Warhammer-Charme, Teamplay-Fokus und vielen Optionen, aber auch spielerischen Schwächen.“

Vermintide 2 verkaufte sich innerhalb von vier Tagen rund 500.000 Mal. Nach fünf Wochen wurde die Marke von einer Million verkaufter Kopien erreicht.